# Росновский, Марк Евгеньевич
Марк Евгеньевич Росновский (родился в Кронштадте, 1939) — советский и израильский спортивный врач, в 1975—2020 годах главный врач сборной Израиля по футболу.

## Биография
Получил медицинское образование и защитил кандидатскую диссертацию в 1972 году в Москве. Занимался спортом в клубе «Буревестник». До переезда в Израиль, состоявшегося в 1974 года, работал в Центре спортивной медицины при ВНИФКе: лечил Виктора Шустикова и Валерия Воронина, был врачом сборных СССР по боксу, лыжам, настольному теннису, плаванию и футболу. Процедура эмиграции заняла 7 месяцев, уехать он смог только с третьей попытки.
В Израиле Росновский начинал свою жизнь с работы уборщиком на рынке в городе Беэр-Шева, проходя параллельное обучение в клинике и практику, но позже его диплом врача признали в стране, и Росновский начал сотрудничать с Федерацией футбола Израиля, проработав главврачом национальной сборной более 40 лет. Как офицер медицинской службы, вызывался на военные сборы. За время своей работы Росновский прославился как высококвалифицированный специалист, который помог многим израильским футболистам восстановиться после тяжелейших травм и который приглашался командами Англии, Италии, Турции и Германии для диагностирования и лечения известных игроков: в некоторых случаях методики Росновского помогали оправиться тем игрокам, которым не могли помочь европейские врачи. Штаб сборной Израиля включал много специалистов-уроженцев СССР, среди которых известны тренер вратарей Александр Уваров, а также врачи Эдуард Кравцов и Морис Керхели. Росновский запрещал игрокам курить и употреблять алкоголь, а также сам составлял меню для футболистов.
Среди известных пациентов Росновского были многие известные игроки израильской сборной и иных команд:
- Высоко деятельность Росновского оценивали такие игроки израильской сборной, как Амир Шеллах, Хаим Ревиво и Эяль Беркович: последние два приглашали Росновского лечить травмы коллег по командам, которые часто были серьёзной проблемой для врачей Европы[2].
- Один из игроков израильской сборной в матче чемпионата Израиля в 1989 году получил серьёзный ушиб колена, и врачи изначально предполагали, что игроку потребуется три с половиной месяца на восстановление. Израильской сборной в то время предстояло играть против Колумбии стыковые матчи за право попасть на чемпионат мира в Италии. Росновский, взявшись за игрока, сделал пару уколов, после которых отёк уменьшился, и назначил игроку определённую терапию: через трое суток игрок уже ходил без костылей, а через неделю уже играл (хотя Израиль в стыковых матчах потерпел поражение)[2].
- В 1988 году вратарь сборной Израиля Бони Гинзбург[англ.] во время одного из матча за «Маккаби» из Хайфы получил опасный перелом кисти, и врачи предрекали ему завершение карьеры. Однако Росновский, осмотрев снимки, заявил, что Гинзбург сможет восстановиться и продолжить карьеру игрока даже за границей. После курса лечения Гинзбург вернулся на поле и играл ещё до 2001 года, отметившись ещё и тем, что в 1989 году перешёл в «Рейнджерс»[2].
- В 1989 году Марк Росновский опекал прибывшего в Израиль легендарного советского вратаря Льва Яшина, у которого уже была ампутирована нога из-за гангрены, вызванной курением. Яшину в Израиле сделали бесплатно новый протез[7][8].
- В 2009 году у нападающего «Эспаньола» Бена Саара перед матчем Израиля против Северной Ирландии был диагностирован свиной грипп. Саар был немедленно переведён на карантин, и соответствующее лечение с целью укрепления иммунитета помогло Бен Саару преодолеть болезнь, хотя он остался на постельном режиме и не попал в заявку[9].
- В 2013 году выступавший в московском ЦСКА полузащитник Бибрас Натхо испытывал очень серьёзные боли из-за травмы колена на протяжении восьми месяцев. Встретившийся с ним Росновский после обследования сделал ему фирменный укол некоего собственного препарата (состав не раскрывается), что позволило избавиться Натхо от боли более чем на полтора года[10].
- В том же 2013 году нападающий «Тулузы» Эден Бен Басат вышел играть матчи против Португалии и Северной Ирландии с серьёзными болями, связанными с последствиями тяжёлой травмы. По ходу обоих матчей ему постоянно доставалось по ногам, и от образовавшихся гематом ноги распухли так, что Бен Басат не мог надеть обувь и вынужден был ходить босиком. Росновский помог Бен Басату выйти на поле и доиграть обе встречи; после завершения серии из двух матчей игрок улетел одним рейсом с президентом клуба «Тулуза» во Францию[11].

Помимо этого, доктор Росновский оперировал многих других личностей, в том числе и дирижёра Израильского филармонического оркестра Зубина Мету, который повредил руку, однако сумел восстановиться и выступить.
Несмотря на высокие оценки Росновского, имели место некоторые его конфликты с тренерским штабом (по словам Росновского, за всю его карьеру сборная сменила не меньше 14 тренеров). В 2002 году тренер сборной Израиля Аврам Грант запретил Росновскому сообщать хоть какую-либо информацию о состоянии здоровья игроков сборной после того, как Росновский проговорился о том, что у капитана сборной Таля Бен Хаима была ангина. В 2010 году Росновский повздорил с тренером сборной Луисом Фернандесом, который хотел провести абсолютно закрытую тренировку, куда не допускались бы ни врачи, ни техперсонал, ни пресс-атташе, и попытался не пустить врача в автобус сборной, но усилия Фернандеса ни к чему не привели.
В 2018 году спортивный директор Федерации футбола Израиля Вилли Руттенштайнер объявил об увольнении Росновского из тренерского штаба сборной Израиля, что вызвало грандиозный скандал.
Проживает в городе Тель-Авив, работая в частной клинике. Дважды был женат: первая супруга — Анна (скрипачка Израильского филармонического оркестра), вторая супруга — Михаль. От двух браков есть трое детей. Несмотря на то, что около трети года Росновский тратил на перелёты, он испытывает серьёзную боязнь полётов: в декабре 1980 года во время перелёта сборной Израиля из Лиссабона в Париж самолёт попал в сильную грозу, последствиями которой стало выпадение багажа с верхних полок на пассажиров. В 2009 году Олимпийский комитет и Министерство спорта Израиля вручили Росновскому диплом за выдающиеся заслуги в развитии израильского спорта. В 2017 году решением мэра Тель-Авива Рона Хульдаи награждён званием почётного гражданина Тель-Авива.